# 櫛渕町
櫛渕町（くしぶちちょう）は、徳島県小松島市の町名。「櫛淵町」と表記されることもある。郵便番号は773-0018。

## 地理
小松島市の南部に位置する。東は立江町、南は向山山地を境として阿南市羽ノ浦町に、西は丘陵を境に勝浦郡勝浦町、北は田野山地を境として田野町に接する。
三方を丘陵に囲まれたくさび型の平地が東部に向かって展開している。隆起や沈降によりおぼれ谷状にできた入江が櫛目状に連なり、櫛目形の谷が山麓を東西に走る。徳島県道28号阿南小松島線に沿って農村集落が発達している。
中央部の平地は深い湿田となり、米作が卓越し、段丘面上や段丘崖では、タケノコ・ヤマモモの特産地を形成している。櫛渕城址は櫛渕五山の第2山にあって、城主は秋元盛貞である。櫛淵八幡神社にあるフウは県指定天然記念物となっている。

### 河川
- 立江川
- 櫛渕川

### 小字
| - 油免 - 植松 - 内開 - 大郷領 - 太田 - 大谷 - 大谷奥 - 奥条 - 萱原 - 数延 - 北佃 | - 木原 - 久ケ谷 - 喰味谷 - 小那智 - 小松 - 左近田 - 佐山 - 新作 - 諏訪 - 瑞雲 - 関免 | - 外開 - 中田 - 二反田 - 東谷 - 久友 - 藤ケ崎 - 間町 - 湊 - 宮ノ内 - 山口 - 湯谷 |  |

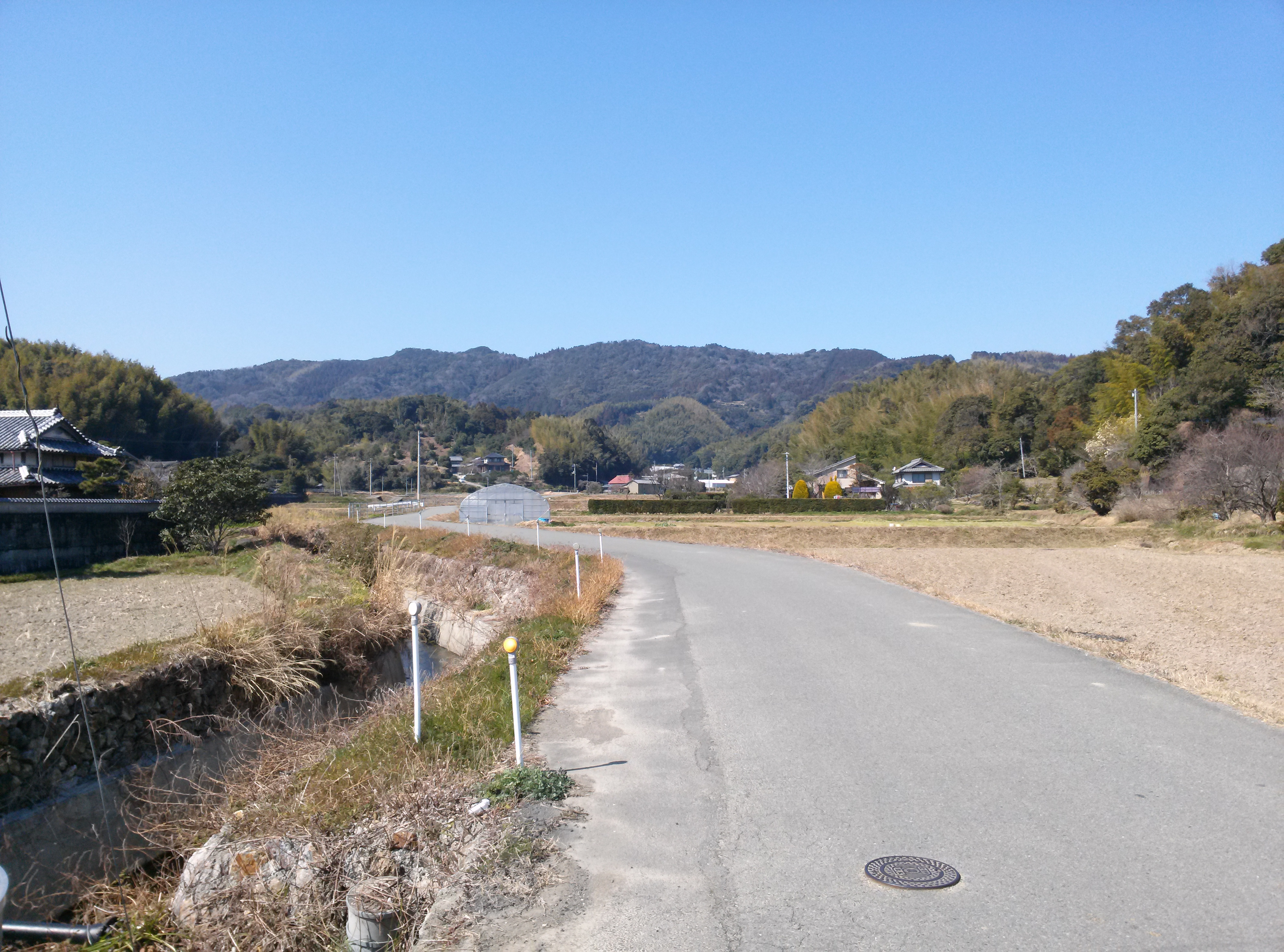
中田
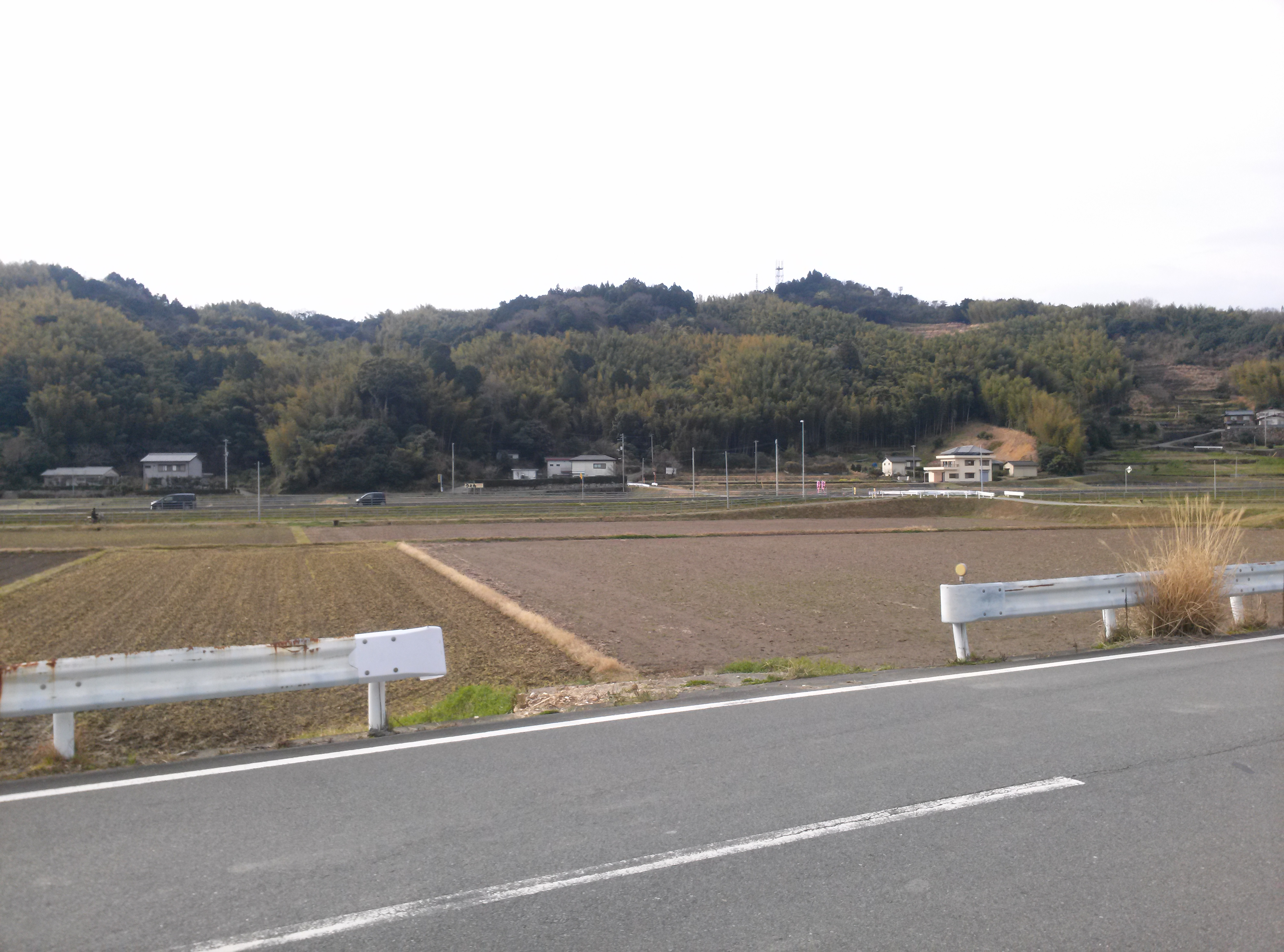
太田

## 歴史

### 櫛渕村
櫛渕村は、江戸期から町村制の施行された1889年（明治22年）にかけて那西郡および那賀郡に存在した村。「櫛淵村」とも表記される。幕末期には当村豪農層から国学者を輩出し、なかでも伊勢家6代・茂興は、茶人大系譜・非葛花（天保11年）の著作を残している。
この地には江戸後期から明治初年の間にあった寺子屋は4校で、特に樋口杏斎の家塾は幕末・維新期の農村教育に先駆的な足跡を残した。
明治4年に徳島県、同年に名東県、明治9年に高知県を経て明治13年に再び徳島県に所属。

### 櫛渕
櫛渕は明治22年から昭和32年にかけて存在した大字名。「櫛淵」とも表記される。はじめ立江村、明治40年に立江町、昭和26年4月に小松島町、同年6月からは小松島市の大字となる。

### 櫛渕町
昭和32年より現在の櫛渕町となる。地内には缶詰工場が設立されているが、住民は農業以外の産業に就職したり、臨海工業地帯や徳島市内の事業所に通勤する者が次第に増加した。

## 世帯数と人口
2022年（令和4年）7月31日現在の世帯数と人口は以下の通りである。
| 町丁   | 世帯数  | 人口  |
| ------ | ------- | ----- |
| 櫛渕町 | 347世帯 | 764人 |

## 小・中学校の学区
市立小・中学校に通う場合、学区は以下の通りとなる。
| 番地 | 小学校               | 中学校                   |
| ---- | -------------------- | ------------------------ |
| 全域 | 小松島市立櫛渕小学校 | 小松島市立小松島南中学校 |

## 施設

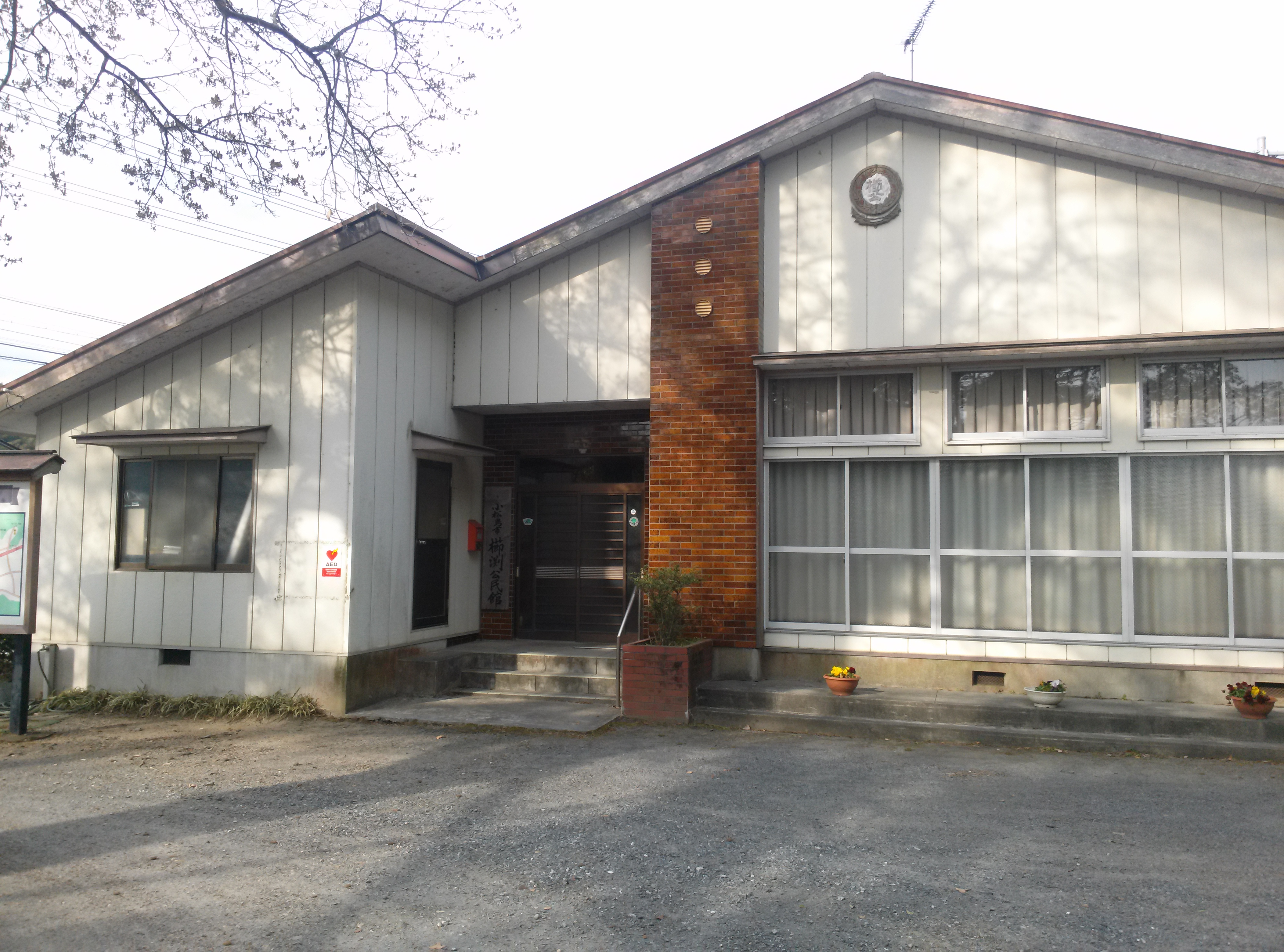
櫛渕公民館
- 小松島市立櫛渕小学校
- 櫛渕幼稚園 - 平成20年度より休園中。
- 櫛渕教育集会所
- 東谷集会所
- 大谷集会場
- 法泉寺 - 曹洞宗の仏教寺院。
- 秋葉神社
- 上天満神社
- 天満神社
- 若宮神社
- 賀勢山神社
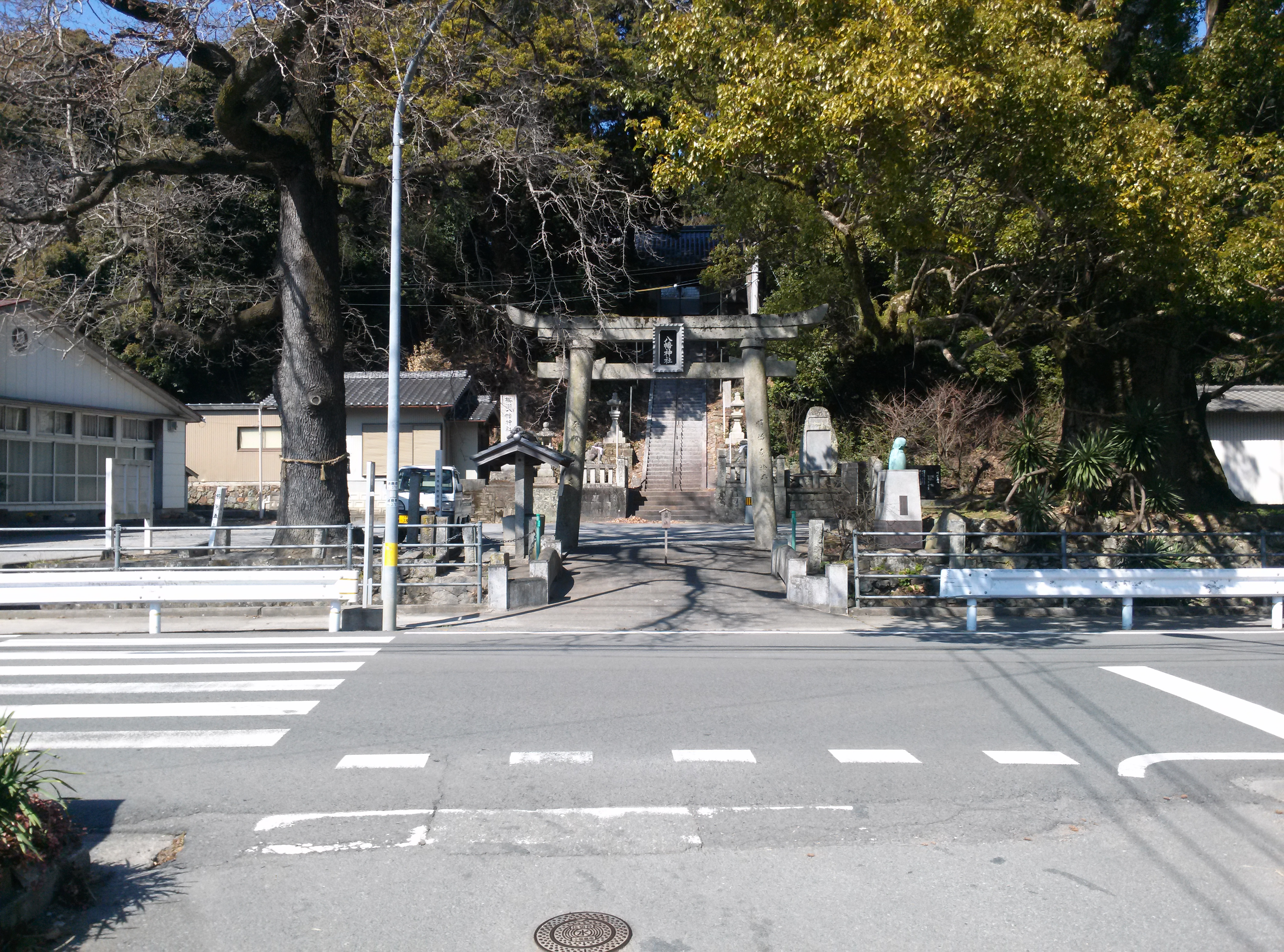
櫛淵八幡神社
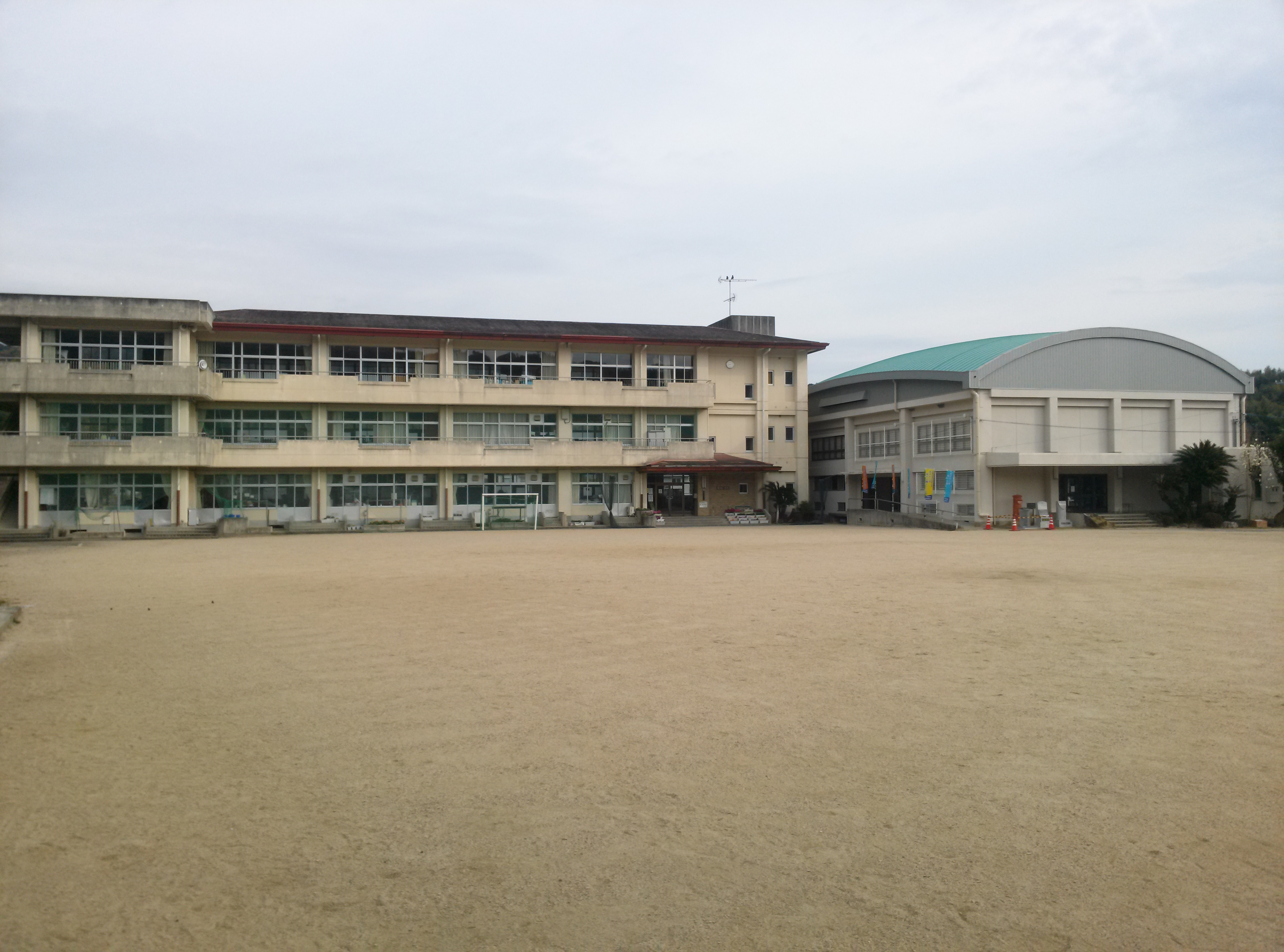
櫛渕小学校

- 櫛渕公民館
- 櫛淵八幡神社
- 櫛渕小学校

## 交通

### 道路
都道府県道
- 徳島県道22号阿南勝浦線
- 徳島県道28号阿南小松島線（櫛渕バイパス）

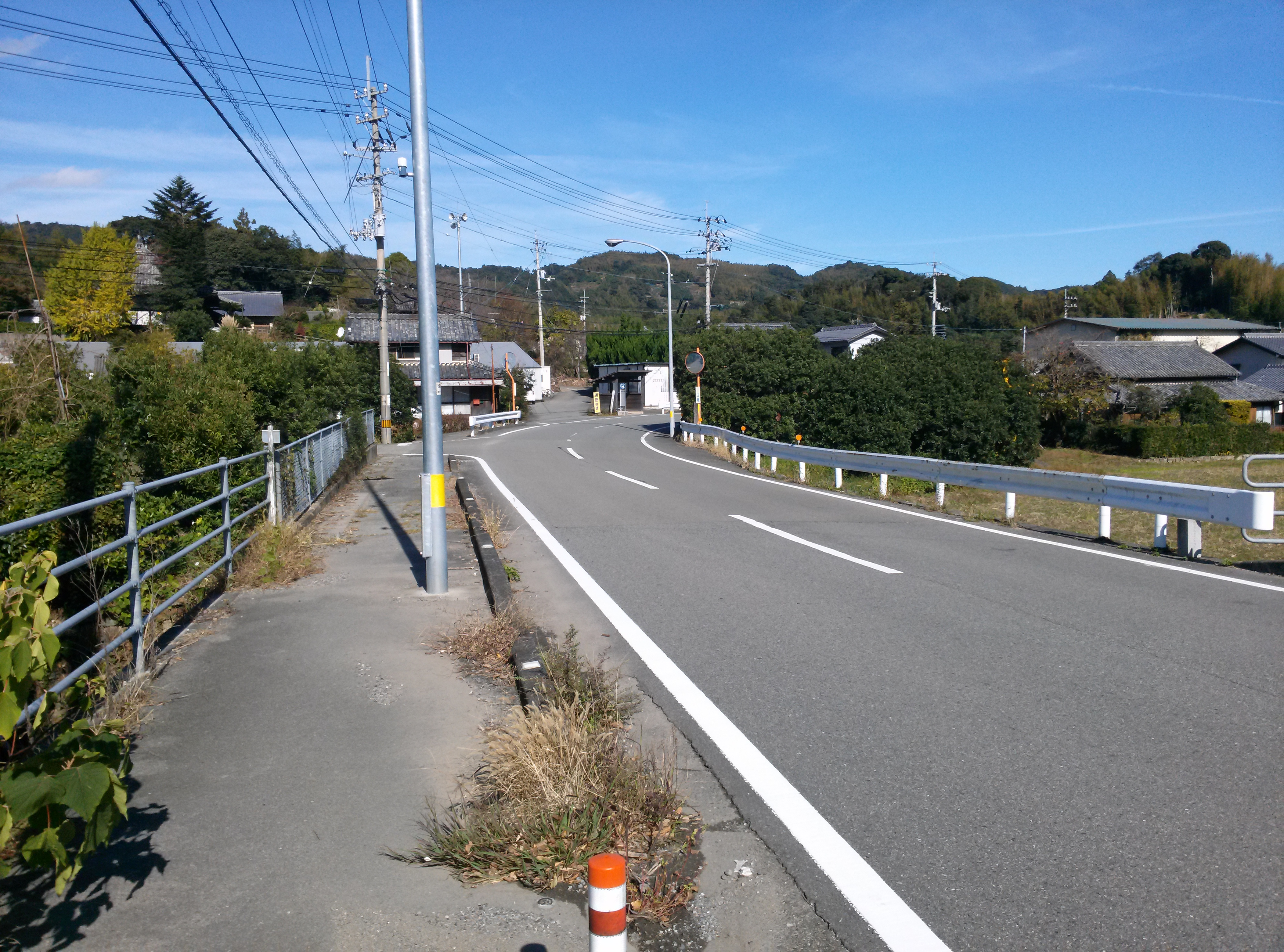
左近田 徳島県道28号阿南小松島線
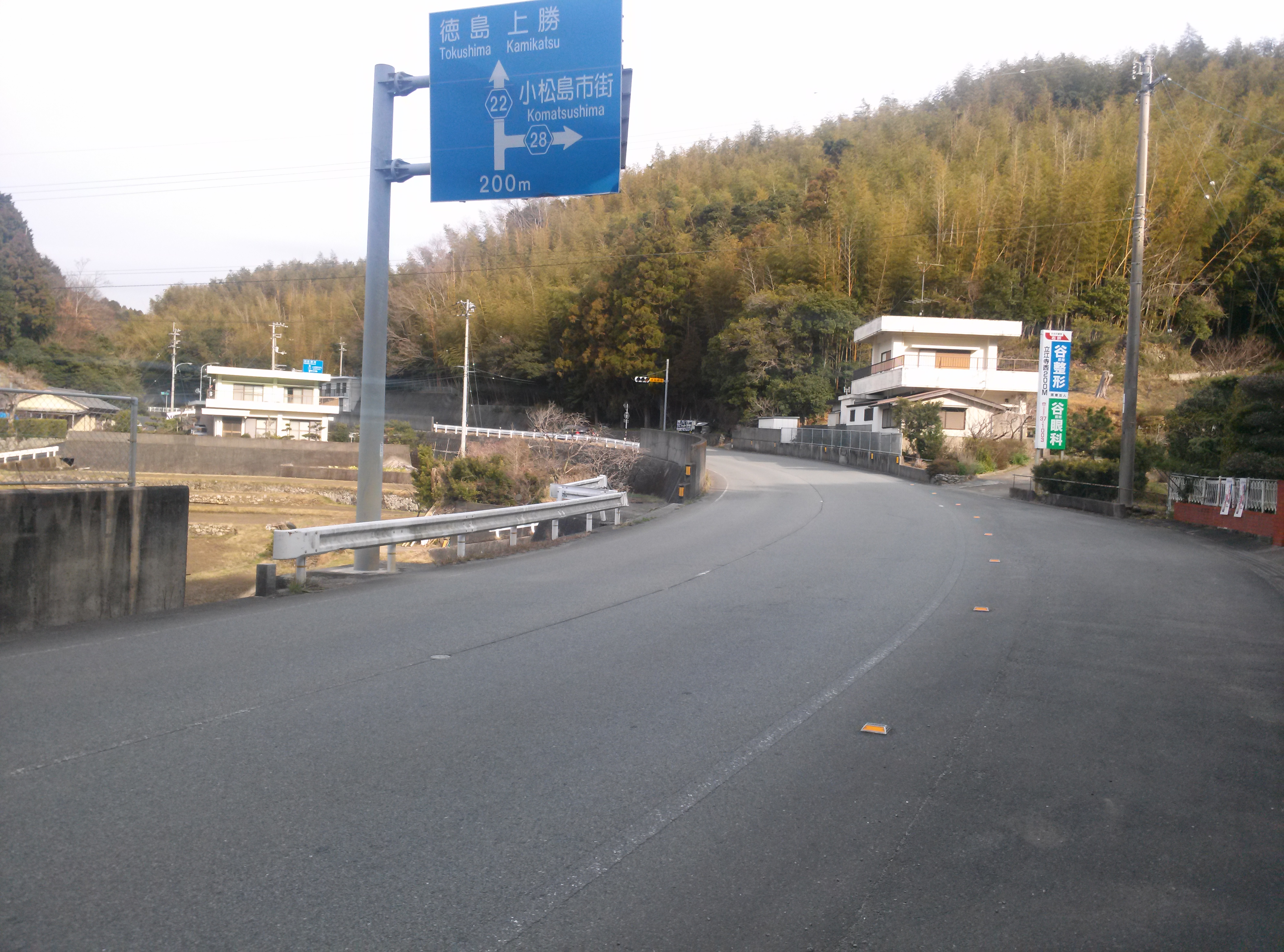
萱原 徳島県道22号阿南勝浦線

### 路線バス
- 徳島バス 立江線[7]

徳島駅前行と小松島市役所行があり、萱原は北方からの便の終点である。

#### 町内の停留所
- 櫛渕東
- 櫛渕農協前
- 湯谷
- 櫛渕八幡社前
- 法泉寺前
- 萱原（かいばら）

## 出身者
- 秋元盛貞 - 戦国時代の武将
- 喜田貞吉 - 歴史学者
- 樋口杏斎 - 教育者